# Церковь Рождества Богородицы на Михалице
Церковь Рождества́ Богоро́дицы на Миха́лице — православный храм в Великом Новгороде. Построен в 1379 году в Плотницком конце как собор Михалицкого монастыря, на месте деревянного храма. С 1786 года — приходская церковь, с 1989 года принадлежит общине старообрядцев поморского согласия.

## История

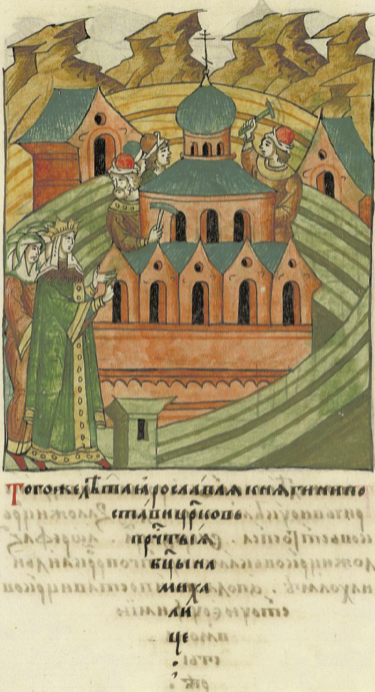
«Томь же лѣтѣ постави церковь княгыни Ярославляя на Михалици манастырь святыя богородиця Рожьство, игумению поставиша Завижюю посадника»

Первое упоминание о её постройке относится к 1199 году:
Томь же лѣтѣ постави церковь княгыни Ярославляя на Михалици манастырь святыя богородиця Рожьство, игумению поставиша Завижюю посадника.
Заказчиком строительства являлась Ростислава Смоленская (Феодосия) — мать Александра Невского. Церковь входила в состав Михалицкого монастыря, от которого на сегодняшний день, кроме указанной, сохранилась ещё трапезная с церковью Михаила Малеина и колокольней.
Само слово Михалица фигурирует в летописи ещё до известия о постройке церкви Рождества, однако не ясно — относилось ли оно к монастырю или к какой-то территории. Вторая Новгородская летопись называет место, где стоит церковь, Михайловой улицей. Есть мнение, что это указание ошибочно, так как Михайлова улица находится южнее в Славенском конце. Во всех других случаях, место указывается только как Михалица. Архиепископ Макарий считал, что оно получило название от стоявшей здесь ещё раньше церкви Михаила Малеина, которая дала название и самому монастырю и слободе.
Сегодня улица, где расположена церковь называется Молотковской. Известно, что в прошлом в этой части города располагались кузнечные мастерские и проживали люди, занятые в кузнечном деле.
Каменная церковь Рождества Богородицы была построена в 1379 году после того, как прежняя деревянная сгорела при пожаре.
В последующее время здание церкви подвергалось некоторым переделкам и было капитально перестроено в конце XVII века. в XIX веке с запада был пристроен притвор. Характерными деталями церкви являются вкладные каменные кресты, на которые в своё время обратил внимание ещё архиепископ Макарий, и пояс цветных изразцов под карнизом купольной юбки.
В 1764 году, при учреждении штатов, Михалицкий монастырь был упразднен, а в 1786 году обе монастырские церкви были обращены в приходские.
Во время Великой Отечественной войны памятник сильно пострадал от бомбардировок. Они разрушили почти все церковные своды и купол. По описаниям 1955 года церковь тогда представляла собой «каменную коробку с огромными вертикальными трещинами, осыпался весь юго-восточный столб и значительно наклонилась апсида, имевшая большую пробоину над окном».
Летом 1956 года на церкви Рождества Богородицы были проведены реставрационно-восстановительные работы. Автор исследования и проекта реставрации — Л. Е. Красноречьев. К окончанию работ памятник был восстановлен в формах XVII века с выявлением форм и деталей XIV века.
В настоящее время церковь Рождества Богородицы является действующим храмом Новгородской Старообрядческой Поморской общины.

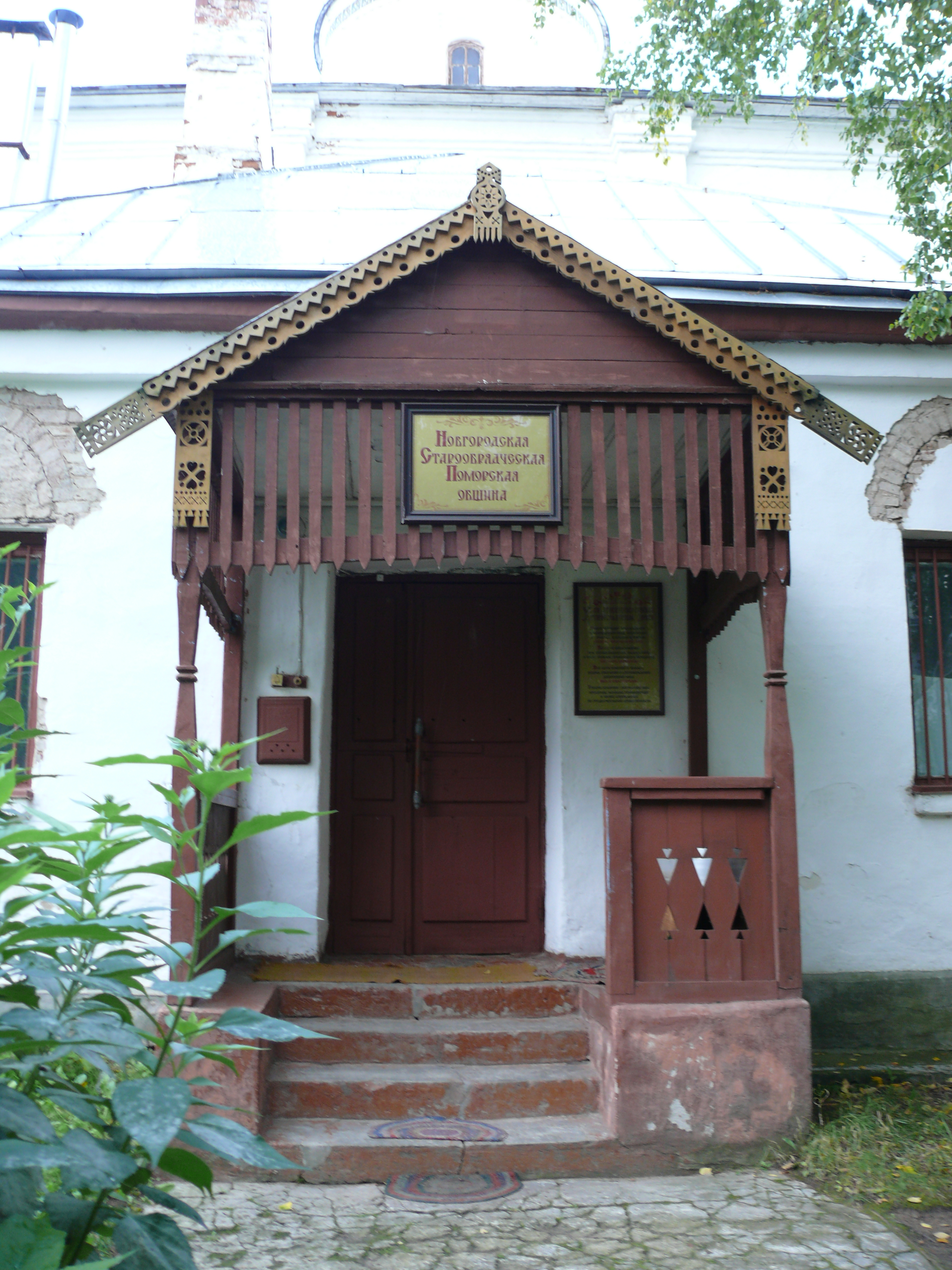
Вход в западный притвор
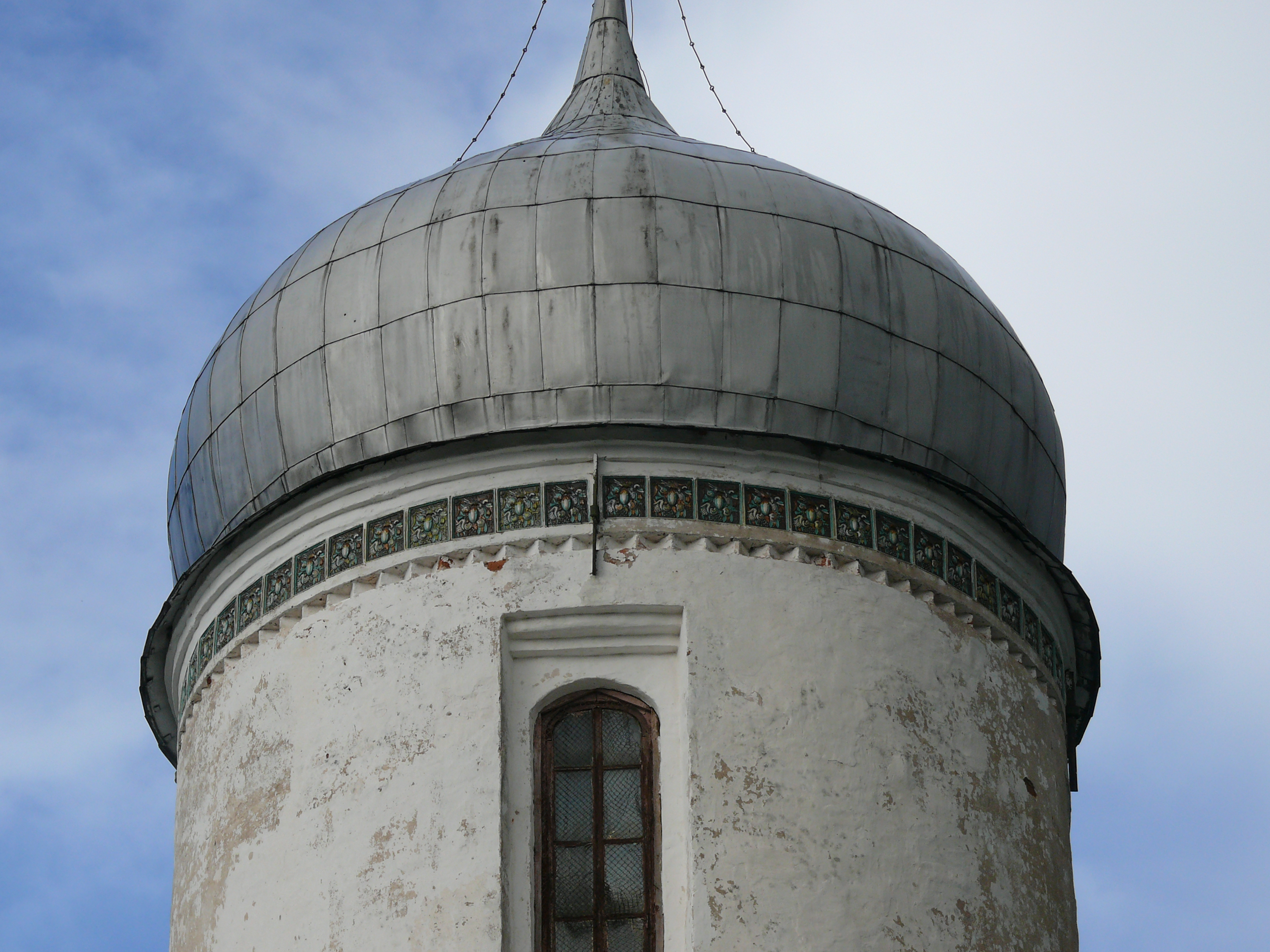
Изразцовый пояс
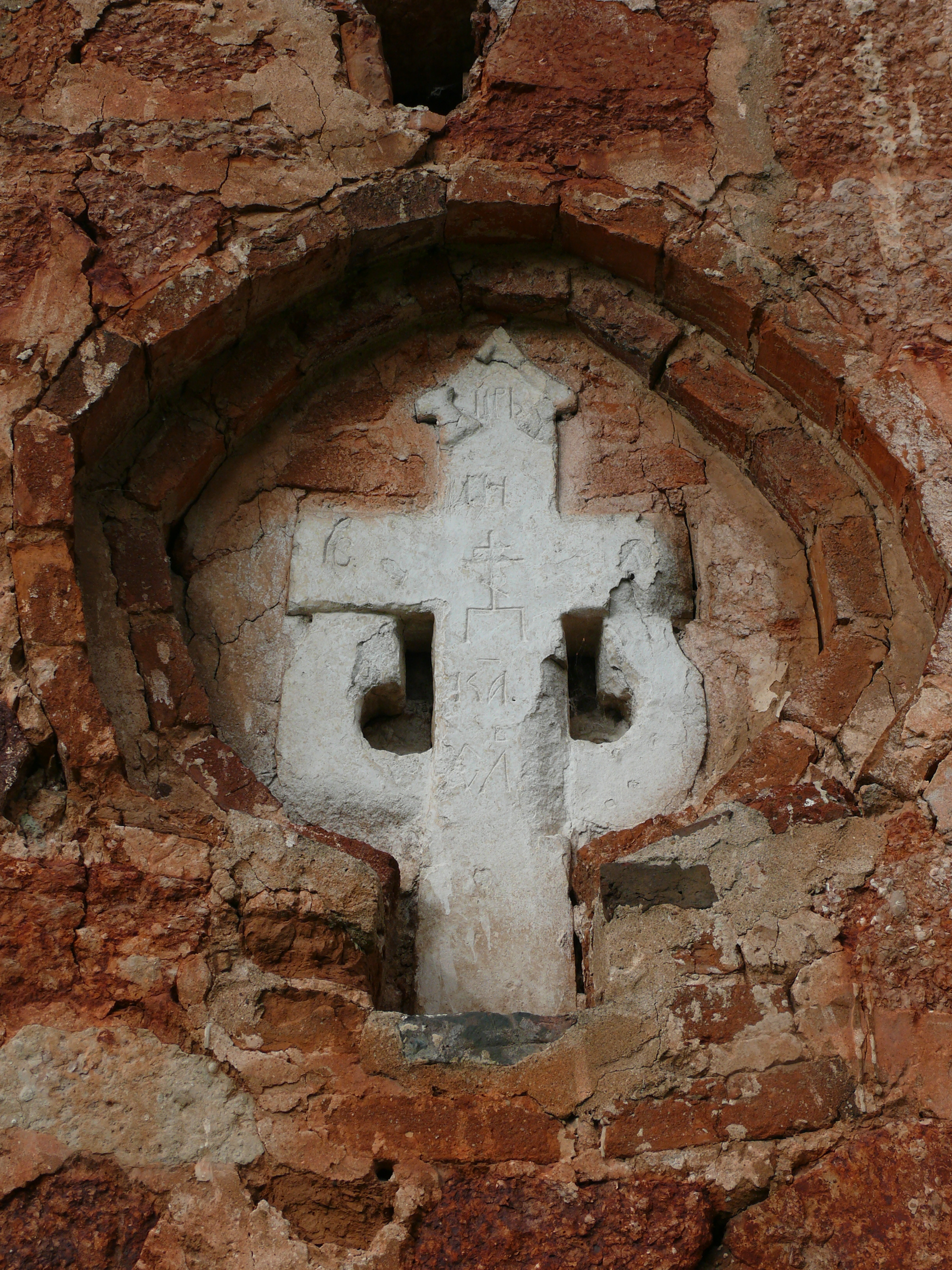
Вкладной крест на южном фасаде церкви